# Civrieuxia
Civrieuxia es un género de foraminífero bentónico de la subfamilia Cuvillierininae, de la familia Rotaliidae, de la superfamilia Rotalioidea, del suborden Rotaliina y del orden Rotaliida. Su especie tipo es Rotalia? palmerae. Su rango cronoestratigráfico abarca el Luteciense (Eoceno medio).

## Clasificación
Civrieuxia incluye a la siguiente especie:
- Civrieuxia palmerae †